# Carl Wilhelm Wirtz
Pour les articles homonymes, voir Wirtz.
Carl Wilhelm Wirtz (Krefeld, 24 août 1876 – Hambourg, 18 février 1939) est un astronome allemand exerçant ses fonctions à Bonn, Vienne, Hambourg, Strasbourg et Kiel. Ses travaux statistiques les plus remarquables portent sur les nébuleuses spirales, le nom attribué par la terminologie de l'époque aux galaxies. Pendant son séjour à l'observatoire astronomique de Strasbourg alors allemand, entre 1902 et 1911, il analyse les positions et mouvements propres des nébuleuses spirales pour mieux comprendre leur localisation cosmique. Ces recherches l'amènent à conclure que ces objets sont lointains, mais il ne peut déterminer alors s'ils appartiennent à la Voie lactée ou bien s'ils en sont extérieurs.

## Biographie
Lors de son engagement en avril 1902 comme observateur à l'observatoire de Strasbourg, une de ses premières tâches importantes, outre ses obligations observationnelles, est de contribuer à l'astronomie nautique pour la Realencyclopaedie der Mathematik qui est aussi publiée en français.
Wirtz obtient son habilitation en astronomie en 1903 et devient professeur titulaire en 1909. En 1905, il épouse Helene Borchardt (1880-1971), la sœur de Vera Borchardt-Rosenberg et du poète Rudolf Borchardt (de). Leur enfant unique, Daniel (de) (Tübingen 1914 - Hambourg 1965), devient plus tard professeur de géologie à Hambourg et à Hanovre.
Wirtz analyse et publie les résultats du programme majeur d’observation des taches nébulaires en 1911-1912. En 1912, il reçoit, conjointement à Hermann Kobold, le prix Lalande de l’Académie des sciences française. Il démarre un autre programme de photométrie nébulaire avec le Grand Réfracteur de Strasbourg dont les résultats sont seulement publiés en 1923.
En 1916, il est appelé sous les drapeaux et sert essentiellement au Grand Quartier général de Berlin comme « trigonométriste ». Pendant son temps libre, il poursuit ses recherches statistiques qu'il étend aussi aux nouvelles données de vitesses radiales obtenues avant tout aux États-Unis. Il détermine ainsi que les nébuleuses spirales se trouvent à des distances cosmiques d'un tout autre ordre que les étoiles visibles dans le ciel.
Wirtz ne peut retourner à l'observatoire de Strasbourg devenu français à l’issue de la première guerre mondiale. Après quelque temps passé à Tübingen, il est engagé comme observateur à l’observatoire de Kiel et professeur extraordinaire à l’Université. Il y poursuit ses études statistiques en astronomie. Wirtz trouve en 1922 et 1924 deux relations significatives, d'une part, entre la luminosité et la vitesse radiale des galaxies et, d'autre part, entre leur diamètre angulaire et leur luminosité. Cette dernière relation est utilisée par Wirtz en 1924 comme preuve de la correction du modèle cosmique proposé par Willem de Sitter en 1918. Ce modèle de de Sitter peut être considéré comme une version primitive d'un univers en expansion. Wirtz est ainsi le premier à avoir démontré, certes de façon entièrement qualitative, l'expansion de l'Univers à partir des vitesses radiales des galaxies. La preuve théorique convaincante de l'expansion de l'univers est avancée par le chanoine belge Georges Lemaître en 1927 ; pour autant, l'américain Edwin Hubble détermine à nouveau ce taux d'expansion en 1929. De son vivant, Hubble ne croyait cependant pas à la réalité de cette expansion, alors qu'aujourd'hui il est désigné comme son inventeur.
Wirtz tente aussi, à l'aide d'observations personnelles, de faire progresser ses investigations cosmiques, mais ses possibilités instrumentales, à Strasbourg puis à Kiel, sont trop réduites. Vers la fin de sa vie, il s'intéresse surtout aux planètes et aux propriétés optiques de l'atmosphère terrestre.
Entre 1934 et 1936, il est directeur adjoint de l’observatoire de Kiel, remplaçant son beau-frère Hans Rosenberg, en congé et par la suite congédié par les autorités nazies. Wirtz est forcé à une retraite anticipée en 1936 parce que sa femme n’est pas « aryenne ». Il déménage à Krefeld, mais continue des études atmosphériques pour l’Observatoire Maritime de Hambourg, pour lequel il réalise aussi une expédition dans l’Atlantique Sud en 1938. Il meurt à Hambourg le 28 février 1939.
En 2004, un astéroïde découvert par Hans-Emil Schuster en 1977 est baptisé (26074) Carlwirtz. Un cratère martien porte également son nom.